# Archingeay
Archingeay és un municipi francès situat al departament del Charente Marítim i a la regió de la Nova Aquitània. L'any 2007 tenia 608 habitants.

## Demografia

### Població
El 2007 la població de fet d'Archingeay era de 608 persones. Hi havia 253 famílies de les quals 66 eren unipersonals (37 homes vivint sols i 29 dones vivint soles), 102 parelles sense fills, 73 parelles amb fills i 12 famílies monoparentals amb fills.
La població ha evolucionat segons el següent gràfic:
Habitants censats

### Habitatges
El 2007 hi havia 351 habitatges, 261 eren l'habitatge principal de la família, 57 eren segones residències i 33 estaven desocupats. 345 eren cases i 2 eren apartaments. Dels 261 habitatges principals, 214 estaven ocupats pels seus propietaris, 39 estaven llogats i ocupats pels llogaters i 8 estaven cedits a títol gratuït; 5 tenien una cambra, 14 en tenien dues, 34 en tenien tres, 73 en tenien quatre i 134 en tenien cinc o més. 188 habitatges disposaven pel capbaix d'una plaça de pàrquing. A 140 habitatges hi havia un automòbil i a 99 n'hi havia dos o més.

### Piràmide de població
La piràmide de població per edats i sexe el 2009 era:
| Homes | Edats   | Dones |
| ----- | ------- | ----- |
| 0     | 95 o +  | 0     |
| 4     | 90 a 94 | 0     |
| 4     | 85 a 89 | 12    |
| 0     | 80 a 84 | 4     |
| 8     | 75 a 79 | 16    |
| 16    | 70 a 74 | 8     |
| 20    | 65 a 69 | 24    |
| 28    | 60 a 64 | 8     |
| 8     | 55 a 59 | 20    |
| 24    | 50 a 54 | 28    |
| 20    | 45 a 49 | 20    |
| 8     | 40 a 44 | 16    |
| 12    | 35 a 39 | 20    |
| 0     | 30 a 34 | 4     |
| 20    | 25 a 29 | 12    |
| 16    | 20 a 24 | 8     |
| 20    | 15 a 19 | 28    |
| 12    | 10 a 14 | 12    |
| 12    | 5 a 9   | 4     |
| 12    | 0 a 4   | 8     |

## Economia
El 2007 la població en edat de treballar era de 368 persones, 242 eren actives i 126 eren inactives. De les 242 persones actives 204 estaven ocupades (119 homes i 85 dones) i 38 estaven aturades (15 homes i 23 dones). De les 126 persones inactives 51 estaven jubilades, 20 estaven estudiant i 55 estaven classificades com a «altres inactius».

### Ingressos
El 2009 a Archingeay hi havia 259 unitats fiscals que integraven 616,5 persones, la mediana anual d'ingressos fiscals per persona era de 14.657 €.

### Activitats econòmiques
Dels 16 establiments que hi havia el 2007, 1 era d'una empresa extractiva, 1 d'una empresa alimentària, 1 d'una empresa de fabricació d'elements pel transport, 2 d'empreses de fabricació d'altres productes industrials, 3 d'empreses de construcció, 3 d'empreses de comerç i reparació d'automòbils, 1 d'una empresa d'hostatgeria i restauració, 1 d'una empresa immobiliària, 1 d'una empresa de serveis i 2 d'empreses classificades com a «altres activitats de serveis».
Dels 6 establiments de servei als particulars que hi havia el 2009, 2 eren tallers de reparació d'automòbils i de material agrícola, 1 paleta, 2 fusteries i 1 restaurant.
L'únic establiment comercial que hi havia el 2009 era una fleca.
L'any 2000 a Archingeay hi havia 29 explotacions agrícoles que ocupaven un total de 1.404 hectàrees.

## Equipaments sanitaris i escolars
El 2009 hi havia una escola elemental integrada dins d'un grup escolar amb les comunes properes formant una escola dispersa.

## Poblacions més properes
El següent diagrama mostra les poblacions més properes.